# Gustav Adolf Quast
Gustav Adolf Quast (26. července 1846 Praha – 6. nebo 7. ledna 1894? Sušice) byl český malíř na skle a fotograf. Jako profesionální fotograf druhé poloviny 19. století působil v Písku a v Sušici. Pocházel z umělecké rodiny Quastů, jeho otcem byl český malíř Jan Zachariáš Quast, jeho dědečkem byl malíř porcelánu Konrád Ferdinand Quast. Po roce 1877 Gustav Adolf Quast provozoval samostatný fotografický ateliér v Sušici. Rozsah jeho fotografické tvorby sahal od ateliérových fotografií, přes fotografie kolorované až ke snímkům šumavské krajiny.

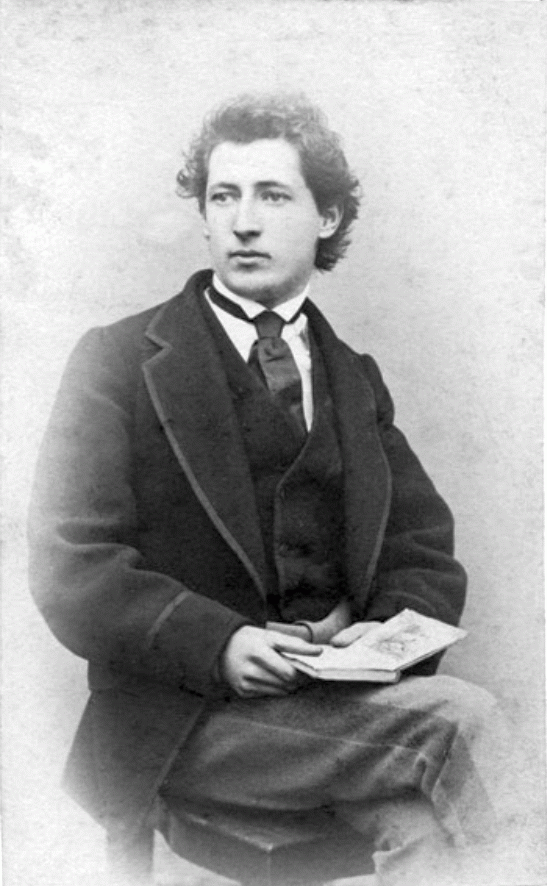
Gustav Adolf Quast (kolem roku 1872)

## Život

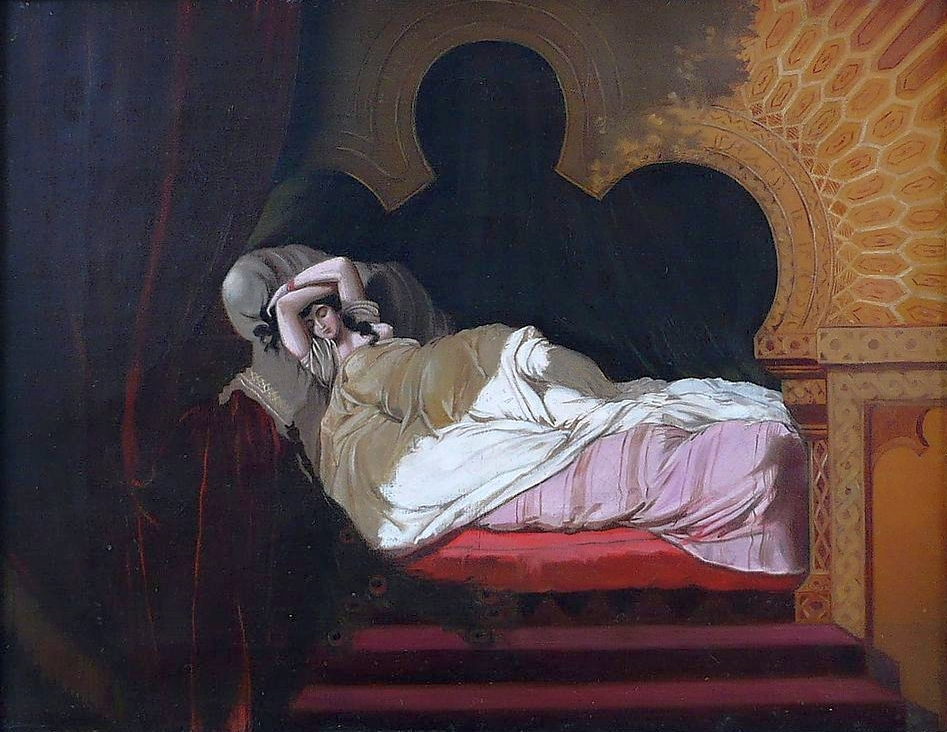
Ležící dívka v orientálním budoáru; olej na plátně; 1880; Gustav Adolf Quast

Gustav Adolf Quast byl jedním ze synů Jana Zachariáše Quasta. Ve sklárně v Lenoře, kde také nějaký čas působil i jeho otec, se původně věnoval především malbě na sklo, ale zkušenosti s fotografií získal především u svého staršího bratra Ferdinanda Konráda Quasta v rodinném fotoateliéru Quastů v Písku, kde kromě pořizování snímků ateliérové fotografie i koloroval. V rodině Quastů byl považován za nejtalentovanějšího fotografa a vynikal i dovedným kolorováním fotografií. Po roce 1877 (po smrti svého bratra Ferdinanda Konráda Quasta) sušický ateliér vedl. Tady pokračoval nejen ve fotografování, ale i ve své malířské praxi. Jeho dochované snímky Sušicka a Povydří jej řadí k důležitým fotografům Šumavy z konce 19. století. V retušování negativů v ateliérech v Sušici a v Písku mu pomáhala jeho sestra Konstance (Konstancie) Quast (Quastová) (1862–1903, Sušice, sebevražda). Gustav Adolf Quast byl sušickými občany oblíben a vyhledáván jako dobrý společník. Dne 6. ledna 1894 odešel Gustav Adolf Quast ráno z domu údajně na procházku, nalezen byl následujícího dne 7. ledna 1894 v lesíku nedaleko města, kde se oběsil na vlastním šátku.